# Let's Go (The Cars)
Let's Go è un brano del gruppo rock The Cars, estratto come primo singolo dall'album Candy-O.